# (11833) Dixon
(11833) Dixon (1985 RW) – planetoida z grupy pasa głównego asteroid okrążająca Słońce w ciągu 2,75 lat w średniej odległości 1,96 j.a. Odkryta 13 września 1985 roku.